# المجر الكبير
المجر الكبير هي مدينة عراقية ومركز قضاء في محافظة ميسان جنوب العراق تقطنها أغلبية من العرب المسلمين الشيعة وديانات أخرى كالصابئة.

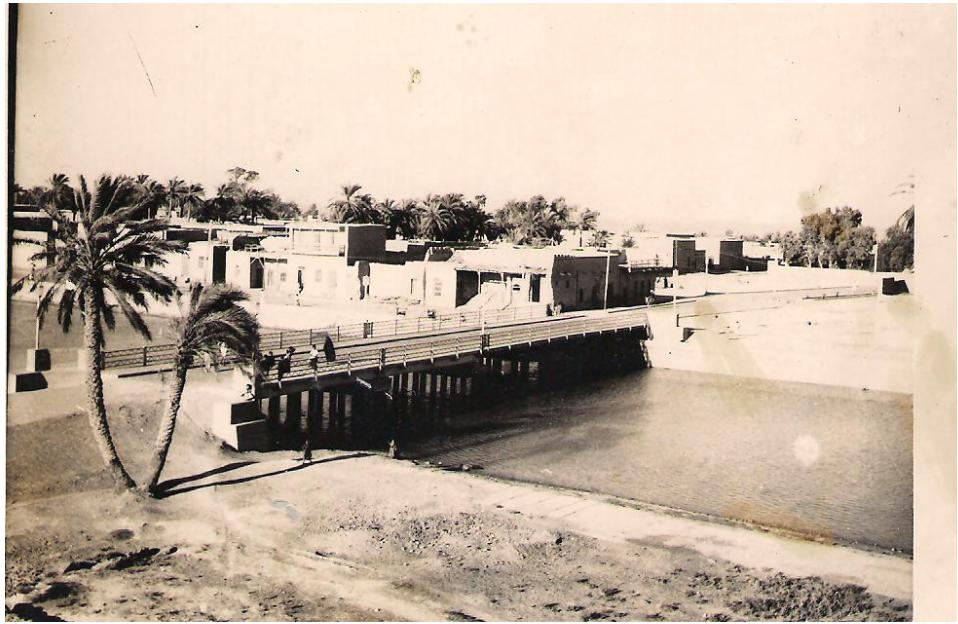
صورة لقضاء المجر

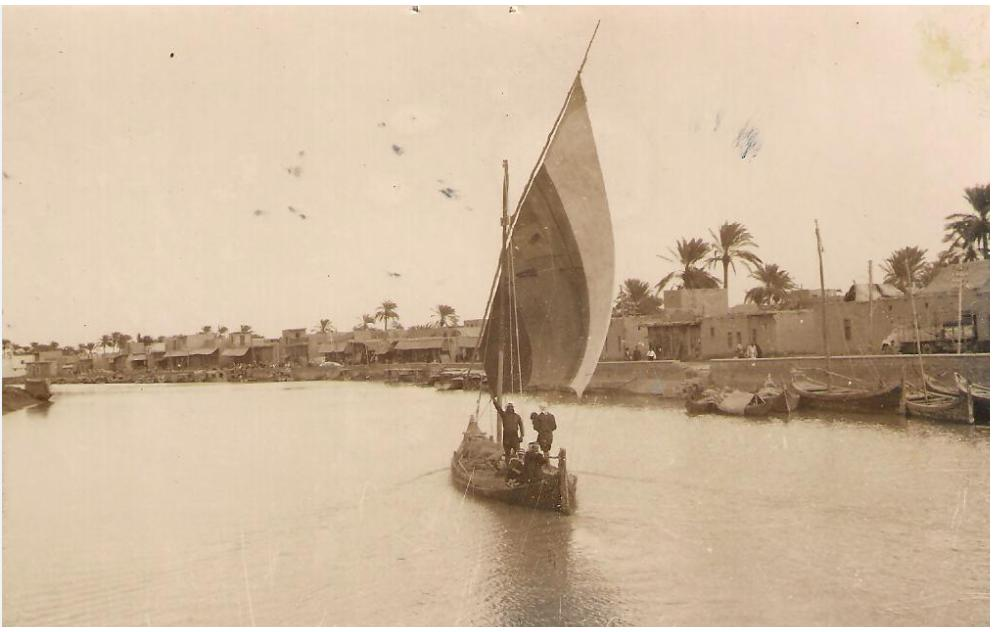
نهر المجر في وسط المدينة

يبلغ عدد سكان المدينة مايقارب 120 الف نسمة وتقع على ضفاف نهر المجر الذي سميت المدينة نسبة اليه. يبعد قضاه المجر الكبير حوالي 33 كم عن مركز المدينة ويعد أكبر قضاه في محافظة ميسان يعود تاريخ تأسيس المجر إلى العهد العثماني حيث كانت المنطقة معروفة بطابعها العشائري ويعتبر اهالي المجر الكبير من أهم المعارضين لحكم النظام السابق الذي كان يمثله الرئيس السابق صدام حسين وبعد غزو العراق دخلت إلى المدينة القوات البريطانية مدينة المجر الكبير التي كانت موقعا لمقتل ستة من الشرطة العسكرية الملكية البريطانية في عام 2003.

## أصل التسميةِ
تعددت الاّراء في أصل تسمية المدينة، واستطاع الدكتور مصطفى المالكي جمع جملة من تلك الاّراء:
1. الـمِجَر- بكسر الميم وفتح الجيم- وهو اسم الآلة من الفعل جر، وهي عباره عن أداة كحبل أو ما شابة تجر فيها الدابة أو العربة وقد ذكر ابن منضور بان المجر ما يجعل تحت السقف ليحمل اطراف العوارض. ويذكر جبران مسعود في معجمه (المجر: خيط غليظ يدور به الدولاب فيدور به)[9][10] والمجر في قول النابغة الذبياني: كأن مجر الرامسات ذيولهاعليه قضيم نمقته الصوانع

مصدر بمعنى الجر، وقبله مضاف محذوف تقديره: كأن أثر جر الرامسات أي الرياح. وهكذا قد تشابة قول اللغويين في معنى هذا اللفظ.وهذا اللفظ هو الشائع في لسان اهلها.
1. الـمَجْرُ- بفتح الميم وتسكين الجيم وضم الراء- وهو بحسب المعجم الوسيط، الكثير من كل شي.[11] قال الأَصمعي: المَجْرُ، بالتسكين، الجيش العظيم المجتمع. قال امرؤ القيس: بمَحْنيّةٍ قَدْ آزَرَ الضّالُ نَبْتَهَامَجَرَّ جُيُوشٍ غَانِمِينَ وَخُيّبِ
2. الـمَجَر- بفتح الميم والجيم- المصدر الميمي من الفعل (جر، يجر) ويستخدم بعض الأهالي هذه اللفظة. وهي تسمية لبلاد المجر الاوربية وليس بين المدينة والبلد أي صلة الا انا عولنا على ذكر اللفظ. والمَجَر: عيار ذهبي، نسب إلى بلاد المجر، وشاع استعماله في تقويم حلي النساء. وكذلك وردت لفضه المجر في معجم البلدان لياقوت الحموي، غير ان المذكور في المعجم هو بقعة تقع في المدينة المنورة (المجر: بالفتح ثم السكون; والمجر: الكثيف المتكاثف ومنه جيش مجر، والمجر ان يباع البعير أو غيره بما في بطن الناقه وهو بيع فاسد نهى عنه عليه السلام. والمجر غدير كبير في عين غوران يقال له ذو مجر من ناحية السوارقيه، وقيل هضبات مجر. قال الشاعر: بذي مجر اسقيت صوب الغوادي...............................)[12]
3. مَجِرَ- بحسب معجم لسان العرب هو ما في بُطون الحوامل من الإِبل والغنم والمماجرة أَن يُشْتَرَى ما في بطونها.[13] قال الجوهري: والمَجْرُ أَن يباع الشيء بما في بطن هذه الناقة. وفي المعجم الرائد مجرت الشاه-عظم ولدها في بطنها فضعفت وثقلت[14] قال الأَزهري: ان الأئمة أَجمعوا في تفسير المعنى، أَن المجر (بسكون الجيم وفتح الراء) ما في بطن الحامل وزاد ابن الاعرابي عليهم أَن المجر هي الربا والمقامرة. قال الشاعر: تَعوي كِلابُ الحَيِّ مِنْ عُوائِهاوتَحملُ المُمْجِرَ فِي كِسائها
4. كما اورد عبد المحسن الفياض في كتابة ان تسمية المدينة بهذا الاسم هو نسبة إلى المجر التميمي (المجر بن ربيعة بن مالك بن زيد بن مناة التميمي) حيث ما زالت بقاياهم هناك[15]
5. يقال ان لفظة المجر اصلها المجرى وهو الرأي المنطقي بحسب أهل المدينة، وذلك لان نهر المجر الكبير أصلة شق جرى من دجله، فأطلق علية الناس اسم المجرى فعند ابن منظور-المَجْرَى من النَّهْرِ: مَسِيلُهُ. وعندما قامت مدينة وادي على نهر المجر سُميت باسمه.واسقطت الألف تخفيفاً. وبنفي الكاتب علي كاظم العقابي هذا الراي.

إن من أقدم النصوص التأريخية التي وصلتنا عن المجر هي ما نقل عبد الله الجويبراوي في أن دجلة لما انشق جانبه الأيسر وتكون نهرٌ سار في تلك الأراضي حتى تفرع النهر إلى عده جداول غذت الأراضي التي جرى فيها بالمياه، وملات منخفضاتها فكونت اهواراً، ولهذا الحدث الذي اعجب الناس في انشقاق دجله وتكوين مجرى منه أطلق الناس تسمية المجرى على ذلك النهر وكذا مع جداوله فقد سموه كلٌ باسم خاص به. وفيما ارتاى الناس استغلال تلك الأراضي بالزراعة بعد توفر الري بشكل يسير، فسكنها جموع القبائل العربية وشيدت في كل ارض يستزرعونها قرية تكون لقبيلتهم فقط فيما هو تصغير لمجتمعهم العشائري يسمى في لهجتهم (سلفاً) فكانت لكل قبيله سلف يعيشون فيه ويزرعون ما تقاسموا من الأراضي، وسميت مناطقهم باسماء انهارها وجداولها كذا هي تسمياتها في عصرنا. وبعد ان عين منشد رئيس البومحمد ابنه وادي رئيساً على اراضي المجرى، نالت تلك الأراضي اهتمامه فشيد سوقاً لتصريف واردات الحبوب من الفلاحين لتتحول تلك المنطقة من الزراعة إلى الزراعة والتجارة التي صرفت منتوج الفلاح مما ادى لزياده إنتاج الفلاح، فازدهرت سوق وادي واصبح لها تجارها الثابتين الذين يردونها من مختلف بقاع اراضي الهلال الخصيب ثم إلى الخليج عن طريق دجله فشط العرب، فسكن السوق عوائل ارتأت العيش مع غيرها من بيوتات العشائر الأخرى فتكونت قريه وادي التي سميت باسم بانيها الا وهو شيخ البو محمد وادي بن منشد. ذلك ولم يرد اسم المجر على تلك القرية إلى في مطالع القرن العشرين حين بدات الاسلاف تنحسر واتجه بعض الفلاحون إلى التمدن فسمى بعضهم المدينة باسم المجر وهكذا وردت في سجلات الاستكشاف البرطاني، اما الالف فقد اسقطت للتخفيف كما هي قاعده اللغة العربية في تخفيف الأسماء عندالنطق بها، ثم الحقت بها لفضه الكبير في سجلات الدولة الهاشمية تمييزا عن مدينة المجر الصغير (الميمونة).

## التأريخ

### مقاطعة المجر الكبير

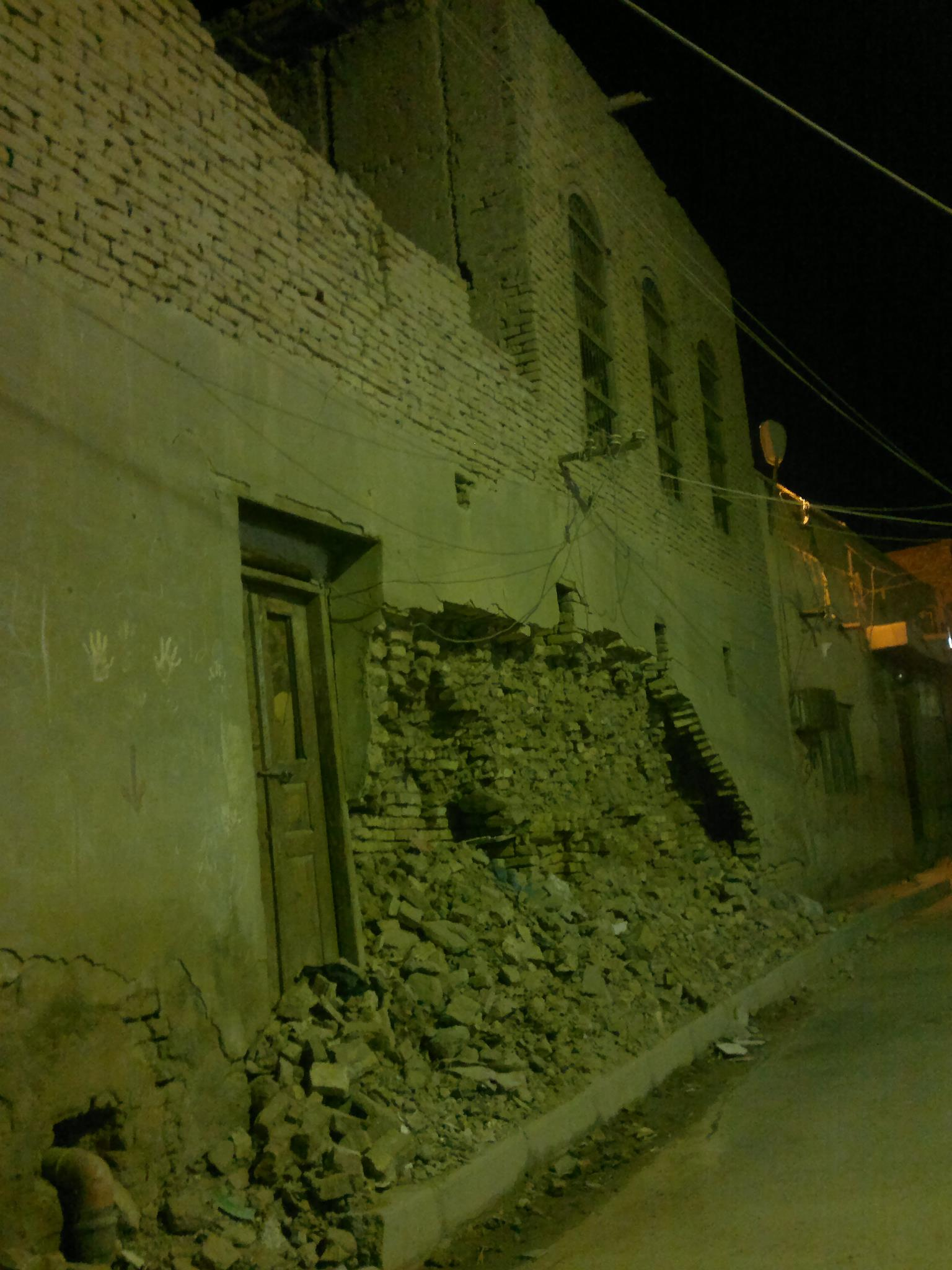
محلة السراي في المجر القديمة

يبدأ جوهر مدينة المجر الكبير تاريخياً بعد نزوح محمد العزاوي وأهل بيته من أراضي تكريت وديالى إلى أراضي ميسان لوقوع خلاف بينة وبين شيخ العزاويين فنزح طالباً العون واتقائاً عقوبة أبناء عمومته. ولَم يكن لنجدته الا فرج شيخ عشيرة الدارميين في أراضي المجر الكبير (منطقة أم جمل) فسكنت عشائر البو محمد مع الدارميين بعد تعزيز اواصر الصداقة والمودة بينهما فقد تزوج فرج بأخت محمد وتزوج محمد بدورة بأخت فرج باشا فلقبوا باخوة باشا فاستقروا بجموعهم في المجر الكبير وبذلك اتسعت رقعة المجر الكبير بعد ان كانت قرية صغيرة يسكنها قلة من الصيادين والزراع. واتخذ محمد قرية ام جمل مدينته يسكنها واهله، وقد اتجهوا في رزقهم إلى الزراعة فكانوا يزرعون الأراضي المحصورة بين قرية ام جمل الواقعة في راس نهر المجر الكبير وإلى موضع مدينة العزير وهذا ما كوّن اللبنة الأساس لتلك المدينة، فبنى الفلاحون أكواخهم هناك.
وقد عاشت عشائر البو محمُد سنينا كثيرة في أراضي المجر الكبير وتناسلت فيها عوائلهم فاستقرت هناك آمنه ما دامت في أراضي ولاية المنتفق، وبعد فترة انتشروا في أراضي ميسان فسكنوا بجموعهم شرق نهر دجلةٌ في الكحلاء وكونوا أفخاذاً وأفرع فكان شيخ البومحمد في المجر الكبير سعد بن خلف الشرشاحي المحمداوي الذي استقر واتباعه المحمداويين في المجر وامتهنوا الزراعة وتربيةُ، الجاموس، وكان شيخهم في الكحلاء فيصل المحمداوي وقد ثار فيصل وقتل سعد ونصب نفسه الشيخ العام لعشائر البومحمد واستولى على أملاكه وسجن أتباعه، ونصب أخاه منشد اميرا للمجر الكبير بدلاً من سعد وبنى مضيفه في المجر وانتقل قسمٌ كبير من الفلاحين إلى المجر زارعين لها، ثم لم يكتف فيصل بما نالة ولما هيمن اللاميون على اوضاع كور ميسان لانه وفي اثناء ذلك شن الأمير مذكور الثاني امير الامارة المشعشعية هجوما على أحد امراء المنتفك في ميسان وهو الأمير بندر بن سعدون استطاع الانتصار عليه وطرد قواته من المنطقة خلصت بعدها الأراضي الواقعة يمين نهر دجلة لحكم الامارة المشعشعية وجعلوا قبيلة بني لام المسؤوله عن تلك المنطقة فخضعت له العشائر العراقيه في صوب العمارة فتنافس فيصل مع عشائر بني لام وبدأ يشن الغارات على المدن ويضمها تحت سيطرته. ثم فتح مجرى دجلة على أراضيهم فاغرقها ثم بنى القلاع ونصب المدافع وأقام جيشاً منضما متكوناً من أبناء عشيرته لصد اللاميين ثم امتنع عن دفع الضرائب للدولة العثمانية وغزا الحويزه ثم توفي فيها. فحل محلة ابنة شياع لكن اخ فيصل وشيخ المحمداويين في المجر الكبير منشد طمع بالمشيخةِ فبدأت حرب بينه وبين ابن أخيه شياع فقد اتبع سياسة استرضاء أبناء العشيرة مما أدى إلى تقوية نفوذه فقام بنصب ابنة وادي أميراً على المجر وذهب هو ليحارب ابن اخية. فانتصر منشد على شياع وضوفر به واصبح شيخاً عاماً لعشائر البومحمد وثبت ابنة وادي أميراً للمجر الكبير.
وفي تلك الفترة لم تضهر مدينة المجر الكبير، إنما كانت منطقة المجر عباره عن مجموعة كور على النهر المذكور، وهي عباره عن قرى صغيرة قد تجمع فيها الزراع وقليلاً من الصناع والحرفيين في كل قرية وتختص اغلبها بأبناء العشيرة الواحدة. وكانت أكبر قرية في تلك القرى أو الكور هي ما وقع في الموقع الحالي لسوق السراي، ولَم تكن ذي أهمية إلى أن جاء وادي وشيد السوق واجتمعت القرى حول السوق فتوسعت، وتفصيل ذلك يأتي لاحقاً، وان أراضي المجر الكبير لخصوبتها وتوفر الري لزراعة النخيل والحنطة والشعير وكذلك الأهوار التي استعملت مساحاتها الزراعية لزراعة الشلب (الرز)، وبذلك نالت أراضي المجر حضها بانتعاش زراعتها، فانتشرت سمعتها وهاجر الكثير من أبناء العشائر من الارياف العراقية إلى المجر الكبير حين ركزت الدولة على مقاطعتها وبذلك فان اراضي المجر في بادئها كانت اراضي زراعية يستزرعها الفلاحون ويجمع ضرائبها شيخ العشيرة، واجتمع جمع من تلك العوائل في قرية صغيرة حيث موضع سوق وادي وتوسعت القرية لاحقاً لتتحول إلى مدينة.

### بعد تأسيس لواء العمارة

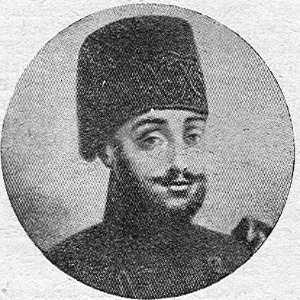
الوالي العثماني محمد نامق باشا، مؤسس لواء العمارة

هيمن منشد على مشيخةِ البومحمد وأجلي شياع عنها فقضى شياع بعدها في الأهوار في مناطق اعدائه من بني لام، فلم يجد لة معين وما قد وجد امامة الا الالتجاء إلى الدولة العثمانيّه، فذهب إلى والي بغداد زمنئذ محمد نامق باشا وأقنعه بان منشد متمرد وينوي العصيان. فاقتنع محمد نامق وأرسل كتاباً إلى الباب العالي يطلب فيه إمدادة بقوة للقضاء على منشد المحمداوي فاستجابت الدولة العثمانية لطلبه وأرسلت فرماناً عام 1861م لتنظيم قوة من الأوردية تتجة صوب العمارة، وفور وصولها انضمت إليها قوات بني لام وبذلك انكسر منشد وهرب إلى نواحي العزير حيث لم يستطع شياع القبض عليه.
أمر محمد نامق باشا ببناء مركز للقوات التركية في وسط العمارة الحالية وأسماه الأوردي وقد أمرت الدولة العثمانية بتسجيل لواء العمارة وضمة إلى ولاية البصرة كونها استقلت سابقاً من ولاية المنتفق بنل قبل بني لام. وبذلك نضمت شؤون العمارة وأنحائها فضمت إليها الكثير من المدن وقد سجلت المدن أو القرى وما حولها من أراضي زراعية بالمقاطعة التي يسيطر عليها الإقطاعي وهو في الغالب شيخ العشيرة المكونة لتلك المدينة أو القرية. وقد تفاوض منشد مع نامق باشا وأعلن استسلامه وموالاته للدولة العثمانية، فاقطعوة أراضي المجر الكبير. ومن بعدة جاء ابنه وادي المؤسس الأكبر لمدينة المجر الكبير.

### تشييد مدينة المجر
بعد أوامر السلطان العثماني بجعل العمارة لواء تابع للبصرة، اقنع الموظف عبد القادر بيك الدولة العثمانيه على إنشاء مؤسسة حكومية لتقوم بادارة العشائر، على ان تكون المؤسسة قائممقاميه تربط بمتصرفية لواء البصرة ثم اقنعها باستأجار كافه اراضي لواء العمارة بمبلغ مائه ألف ليره شامية، فعين عبد القادر قائممقام وامر بجمع الاموال هذا المبلغ لصندوق الدولة فاتصلت به كافه رؤساء عشائر العمارة والتزموا منه الأراضي بمائه الف ليره شاميه وانتهز الرؤوساء هذا الفرصة لرفع الاقطاعيات بما يوفر لهم اموالاً طائلة، ولذلك قويت علاقة شيوخ العشائر بالدولة العثمانية وانطوت تحت جناحها فأمنت لهم الطريق البري الواصل بين بغداد والبصرة بعد ان كانت العشائر تستولي على أراضي ميسان البرية كلها. وقد ازداد عدد السفن التجارية  الكبيرة المارة في الطريق النهري لدجلة بعد استصلاحة للملاحة وزوال اخطار القبائل المهاجمة للسفن، لذلك وجد أبناء العشائر الساكنين على دجلة فرصاً  للعمل وخاصة في الزراعة بعد تنظيم العشائر لبعض أمور الري؛ فحفروا الجداول ونصبوا السدود على المنابع. وبعد ذلك ازداد شان المدن الميسانية ومعها  المجر الكبير، فان أراضيها كانت مرتعاً للزرّاعْ فوجد الفلاحين هناك سعة للزراعة وأرض شديدة الخصوبة ؤكذلك تصريفاً لمنتوجهم وذكرت السجلات والمخطوطات التجارية للدولة العثمانية بان المجر الكبير كانت تصدر حملاً كبيراً بل أطناناً من الحبوب والمحاصيل الزراعية، فشددت الدولة على أراضي المجر  الكبير من ناحية أموال الإقطاع فان وادي المحمداوي كان ينظم الإقطاع هناك، واتجهت الناس لاستصلاح الأراضي لزراعتها فكانت كل ارض تحتوي على دور  الفلاحين الزارعين لها، فتجمعت الأكواخ في بقعة على نهر المجر يجد الناس فيها تبادلاً للعلاقات والبيع والشراء وغير ذلك من الأمور، انتقالاً لحالتهم إلى  تكوين القرية تدريجياً، وتوسعت تلك البقعة، فارتأى وادي المنشد تثبيتها فأقام سوقاً منضماً فيها لأبناء تلك القرية، لتجارة الحبوب أولاً ثم تطوراً إلى الأدوات  والمنسوجات وخصص جزء منة لبيع الحيوانات وسمي بسوق وادي نسبة إلى مشيدة.

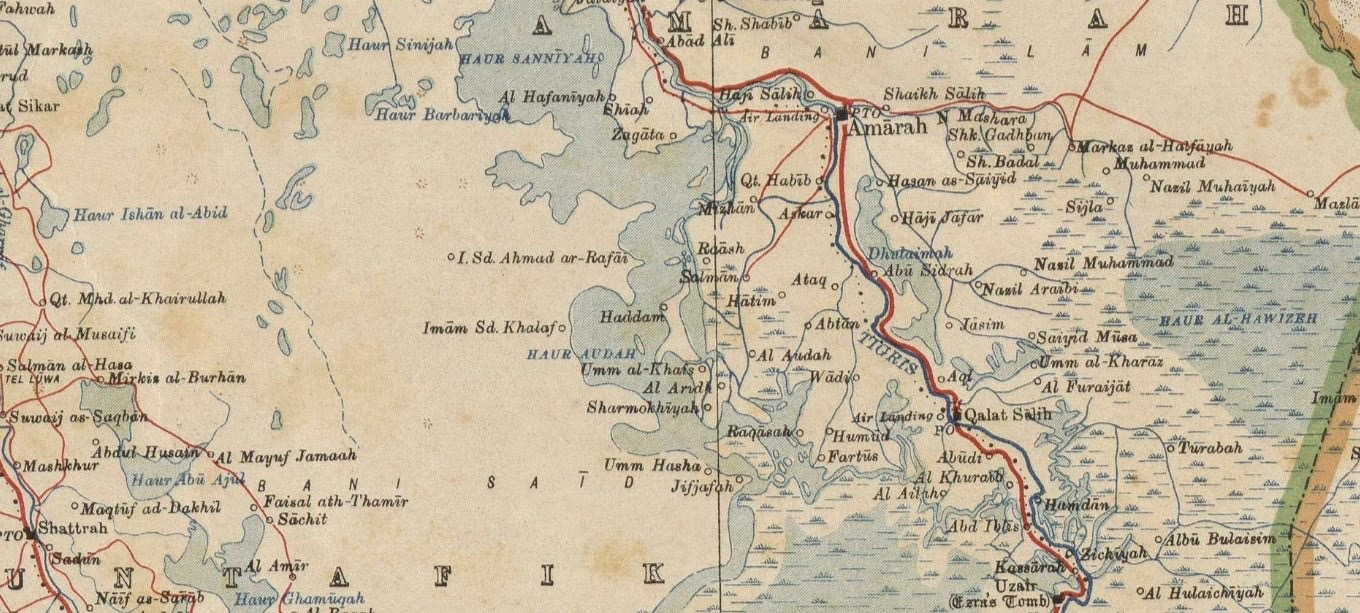
خريطة رسمتها الدولة البريطانية في فترة احتلالها للعراق ونشرت عام 1924م. وتضهر مدينة المجر بالتسمية القديمة لها وهي مدينة وادي (wadi)

ولوادي فضلٌ كبيرٌ على مدينةِ المجر اذ ثبت أركانها في منتصف أكواخ قصب الفلاحين وأقام سوقاً تجاريةً يجتمع فيها الفلاحين من مختلف الأراضي لتجارة الحبوب والمنسوجات وغيرها فسكن الكثير من التجار والحرفيين وأهل الفلاحةِ حول السوق فازدهرت السوق وهي كذلك حتى منتصف القرن العشرين حيث كان سوق وادي قِبلةَ سفن تجارة الحبوب من مختلف أنحاء جنوب العراق تصدر ارزها وحنطتها وشعيرها إلى البصرة والكوت وبغداد والعمارة، ولاحقاً ألى منافذ العراق الحدودية ثم إلى خارج القطر من عبادان والمحمرة، ولعل اراضي المجر الكبير كانت تزرع سابقاً بالشلب والحنطة والشعير (قبل زراعة قصب السكر حولها).فتشاغلت المدينة بالزراعة والتجارة حتى صار ذلك الامر مصدراً للاموال الطائلة عليها خصوصاً وقوعها على دجلة المجر مما سهل وصول السفن التجارية اليها وإحاطتها بالأهوار من اغلب جهاتها في السابق مما أدى إلى ورود سكانها إلى المجر الكبير لتصريف بضاعتهم، فاتسعت مدينة المجر الكبير وسكنت الكثير من العشائر فيها.
ولاشتهار صيت سوق وادي فقد اشتهرت هذه المدينةُ الناميةُ باسم مدينة أو قرية وادي وذلك قبل معرفتها باسم المجر الكبير، فازدهرت تلك القرية واتجهت في مجال الزراعة، وما زاد أهميتها هو إنشاء قناة السويس في مصر فقد انتعشت تجارة الشرق الأوسط وزاد الطلب الأوربي على المنتوجات الزراعية والحيوانية العراقية، وانتقلت الزراعة من إشباع الحاجة المحلية إلى بدء مرحلة الإنتاج التجاري التي كانت من ابرز سماتها ازدياد صادرات الحبوب العراقية إلى الخارج، فاتجهت العوائل المحمداوية وبقية العوائل من العشائر الأخرى المزارعة إلى الاستقرار في تلك القرية لقربها إلى أراضيهم التي توسعت شيئا فشيئاً وازدادت أهميتها وكثر الفلاحين الزارعين لأراضيها مع اهتمام عثماني لهذا الباب كونه مصدر ربح لها، فبنيت محطات الفحم وخانات المسافرين على الطريق النهري لدجلة، ووفرت لها الحماية العسكرية اللازمة فتطورت تدريجياً إلى مدن صغيرة وسط المناطق القبلية والتي أخذ وكلاء تجار الحبوب والمنتجات الحيوانية يجوبونها لشراء ما يحتاجونه من المنتجات، وهكذا ازدادت أهمية أراضي المجر الزراعية وازدادت أموال الإقطاع ومع ازديادها ازداد طمع العشائر بتلك المقاطعة فبدأت حروبهم وتصارعت العشائر فيما بينها وتصارع أبناء العشيرة الواحدة على المشيخة طمعاً باموال الإقطاع. ويبدو ان وادي وقف بعيداً عن تلك النزاعات لكنة انحاز لاحقاً عندما طلبت الدولة منه ذلك ومن ثم انقلب أبناء صيهود على  الدولة العثمانية لاحقاً واعدوا الجند لصهيود لمجابهه الدولة في قلعته ثم تعرضوا للسفن والبواخر العثمانية التي كانت تثبت نفوذ الدولة العثمانية في المجر وقلعة صالح  فردت الدولة العثمانية رداً سريعاً وقاومته واخرج نتيجة ذلك من المجر الكبير وحدثت المنافسات على إقطاع المقاطعة، وحدثت عداوة ما بين عشائر البومحمد وعشائر العمارة الأصلية الذين تحالفوا معاً وهاجموا عشائر البومحمد لسيطرتها على اغلب أراضي اللواء واقطاعاتها، وانتصر البومحمد في البداية ثم جمع شيخ بني لام ما يملك من العسكر والسلاح واعد غزوة قوية استطاع فيها الانتصار على البومحمد، فبدأت بعدها حقبة من الصراعات الطويلة والبئيسة انتهت بسيطرة مجيد الخليفة حفيد وادي على المجر الكبير.

## المجر في نصوص الرحالة الأجانب
ورد لفظ المجر الكبير باللفظ الصريح لة من قبل عدة مؤرخين اجانب قد مرو بها ما بين القرنين السادس عشر وحتى الواحد والعشرين، ان سفر الرحالةِ من بغداد إلى البصرة المدينتين التان شغلتا اذهان الاوربيون اوجبت عليهم السفر بينهما خلال الطريق النهري لدجلة، فوصف الرحالة ما مرو بة من مدن دجلة وما صادفوا من احداث هناك. اما من جهه تشخيص لفضة المجر فإننا لا نستطيع ان نجزم أبداً خصوصاً ومن تباين الاوصاف.
• وان اقدم نص الرحالة لرحالة الإيطالي كاسبارو بالبي عام 1580 وهذا ملخص رحلته وهو فيها لا يشخص اسم المجر لانة وربما لم يشع بعد أو لم يطلق على تلك المنطقةِ الا أنة يصف موقعها بدقة:
"ينقسم نهر دجلة في موضع العمارة إلى قسمين يجري الأول متجهاً إلى البصرة بينما يختلط الثاني بشط الجوالز (الغراف)، وقد وجدنا ان النهر أضيق جداً من قسمه السابق، ولاحظنا ان الريف الواقع على يمناه تسكنه شعب الكرجا ويعيش العرب في الجانب الأيسر من النهر في خيام متناثره.. وفِي الساعة م18 وصلنا (cher) وهو موضع يديرة سنجق، وان تلك المنطقة يكثر فيها الاعراب الذين يعيشون على الغزو ويقيمون في الغابات ويتسلحون بالأقواس والسهام، وقد مررنا بالكثير مت الرعاة الذين لهم قطعان ماشية من ثيران وخراف وماعز وسائر الحيوانات.. وفِي هذه المنطقة هبت علينا رائحة غريبةٌ ومزعجةٌ جداً وقد هبت علينا رياح قوية جدا على الشراع فدفعت السفينة إلى أحد فروع النهر الهادر.. وفِي الساعة 23 وصلنا إلى موضع عين القصر حيث يوجد ضريح أحد أوليائهم، فأراد ملاحو سفننا الخمسةِ التعبير عن إكرامهم لة فرمو في الماء الخبز والتمر للأسماك على سبيل الصدقة.. وتحط قرب الماء في تلك النواح اعداد كبيرة من طيور النورس والبلقشة والسمان فتغطي المناطق القريبةُ من هناك "
في رايي انهم وحينما هبت عليهم الرائحة الغريبة فهي بسبب قربهم من بعض مناطق الأهوار التي كانت مياهها هادئة في أهوار الصحين والعدل والعزير والأهوار الأخرى المحيطة بمدينة المجر الكبير، وحينما دفعوا بوساطة الريح إلى الفرع النهري فهو وبكل تاكيد نهر المجر الكبير فهو التفرع الوحيد من دجلة فيما بين العمارة والعزير، اما وصولهم إلى منطقة عين القصر (وأما عين قصر فتعتبر من الحصون و القلاع المشيدة في بداية الاحتلال العثماني للعراق عام 1524 والدليل على ذلك وجود بعض الخرائط القديمة التي تؤكد و جود حصون وقلاع للحراسة ومراقبة سير السفن ورصد الأعداء وهنالك رسالة دكتوراه من جامعة عين شمس تؤكد وجود قلعة بالقرب من ضريح علي الشرقي تحصن بها بعض الفرسان زمن صراعات بني لام )حيث ضريح ذلك الولي فان من المعتقد أن الضريح هو ضريح السيد علي الشرقي (رض) كونه ضريح بني في زمن الدولة البويهيه وقد شهد بعض المؤرخين أن هنالك قبة كانت مبنية من اللبن الابيض عام 1818م ، وهو أول ضريح يقع على ضفة نهر دجلة من جهة الشرقية عند دخول السفن من جهة كوت عمارة (واسط حالياً).

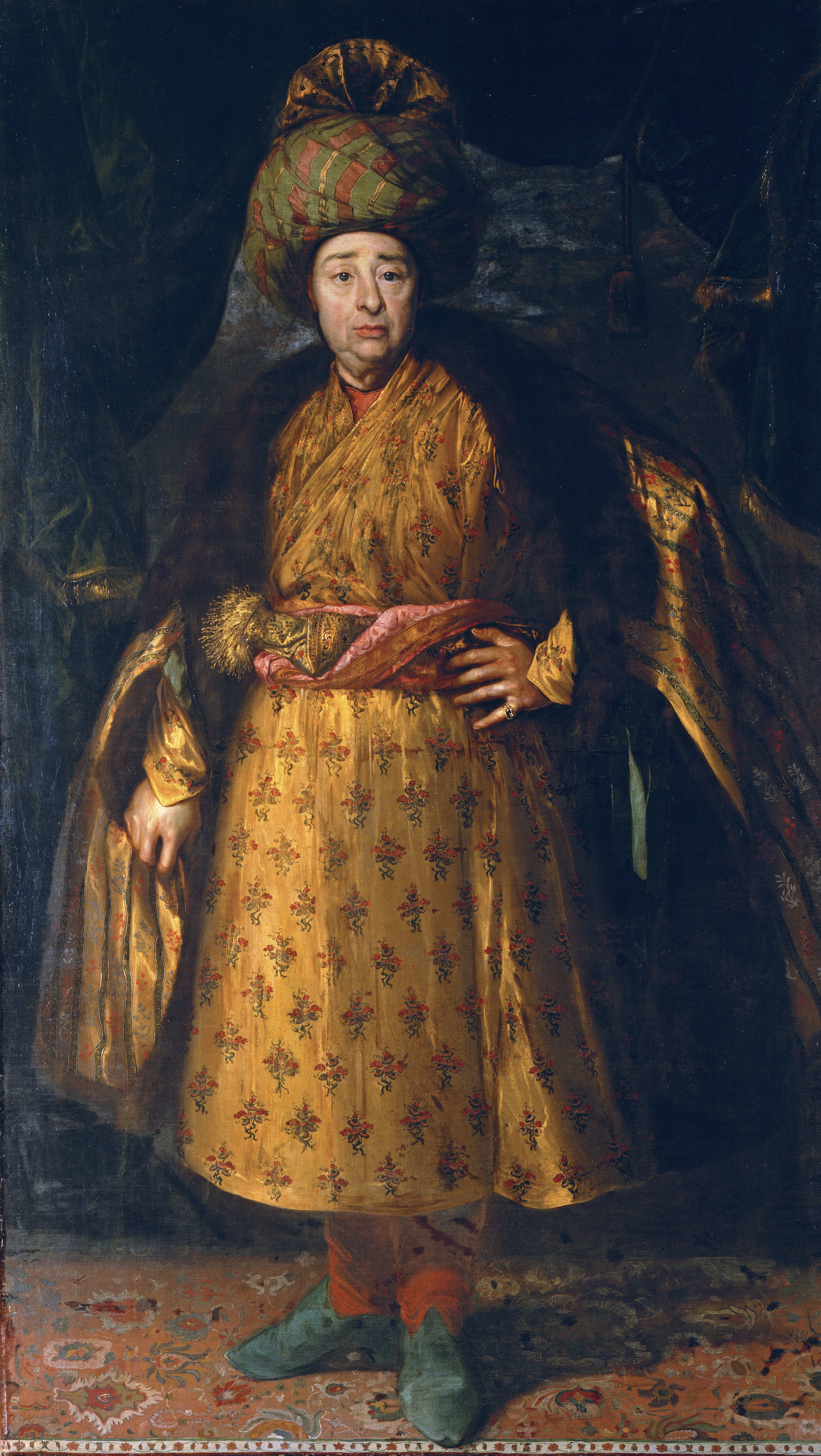
الرحالة الفرنسي جان بابتيست تاڤرنيية

• ومن بعده تأتي رحلة الرحالة الفرنسي تافرنيية حوالي عام 1652م وهو أول من ذكرها في القرن السابع عشر، وربما في هذا القرن كان ولوج اسم المدينة:
"كنّا إذا بلغنا قرية ما، نبعث بخدمنا إلى الضفة لشراء الطعام الذي نحصل علية بقيمة زهيدة جداً. اما المدن التي مررنا بها في العمارة-وفيها قلعة مشيدة باللبن-والشطرة (قلعة صالح حالياً) والمنصوري وهي بلدة كبيرة والمجر والقرنة، ويقترن الفرات بدجلة في المدينة الاخيرة"
• ثم تجيء رحلة الإيطالي فنشنسو عام 1655م، وفية وصفٌ دقيق للمدينة أو للمنطقة بشكل عام، واحوال اَهلها ورزقهم، وقد أفادنا وصفة كثيرا. ومما جاء فية:
"وكانت ضفاف الأنهار مأهولة بالسكان فهنالك قرى عديدة متجاورة أهمها: المجر وقصر بني وبريدي، وكانت أسعار المواد في تلك القرى بخسة جداً حيث اشترينا أربعاً وعشرين دجاجة وخروفين بطالير واحد، كما ان منتوجات الألبان متوفرة بكثرة وخاصة السمن الحيواني، اذ كانوا يصدرون كميات كبيرة منة إلى البصرة.. وإني لم المس في الشعب بوادر الراحة أو ملامح الغنى، فبيوتهم أكواخ حقيرة سقوفها وجدرانها وكل ما فيها من اثاث هي حزم من القصب لا غير.. وقد رايتهم يجمعون العسل بكميات كبيرة من الغابات المجاورة.. ويكثر السمك في تلك الجهـه وهم يصطادونة بطريقة غريبة، فهم يشقون ترعاً قرب النهر ثم يفتحون الماء اليها وبعد ان تمتلأ بالماء يسدون الفتحة ثم يتخلصون من الماء تدريجياً فتبقى الأسماك بكمية كافية "
• كما ذكرها الرحالة الشهير سباستيان عام 1666م:
"وفي الثالث عشر من تشرين الثاني وصلنا المجر وتعتبر هذه المنطقة نهاية حدود ولاية بغداد، فكان من واجب القبطان ان يدفع رسوما عن الحمولة"
وهو يقصد بذلك ان المجر هي الحد الفاصل بين ولايتي بغداد والبصرة قبل سيطرة إمارة المنتفق عليها.
•وفي عام 1905م حين عينت الدولة البريطانية قوردون لوريمر لمسح منطقة الخليج والعراق جغرافيا في حملة لاستكشاف الخليج العربي دون لويمر عن المجر الكبير:
"قرية كبيرة جدا مؤلفة من الأكواخ، تابعة لقبيلة آل البومحمد في العراق التركي على الشاطئ الأيمن لنهر دجلة على مسافة 12 ميلاً بالمركب جنوب مدينة العمارة. وهي مقر ناحية مشابهة لهذا الاسم في قضاء العمارة ولها سوق. ويزرع بها الذرة والارز وعلف المواشي، والارض مليئة بالمستنقعات والحيوانات الوحيده هي الجاموس والماشية، ويوجد فيها حوالي 40 حانوتاً، وتوجد ترعة كبيرة بجوار هاتين القريتين (أي المجر الكبير والمجر الصغير)."

## مساجد المدينة

### الجوامع
- جامع السراي
- جامع البدراوي
- الجامع الجليلي (الحاج جليل)
- جامع الرسول الأعظم
- جامع الامام الحسين
- جامع مدرسة دار العلم

### الحسينيات

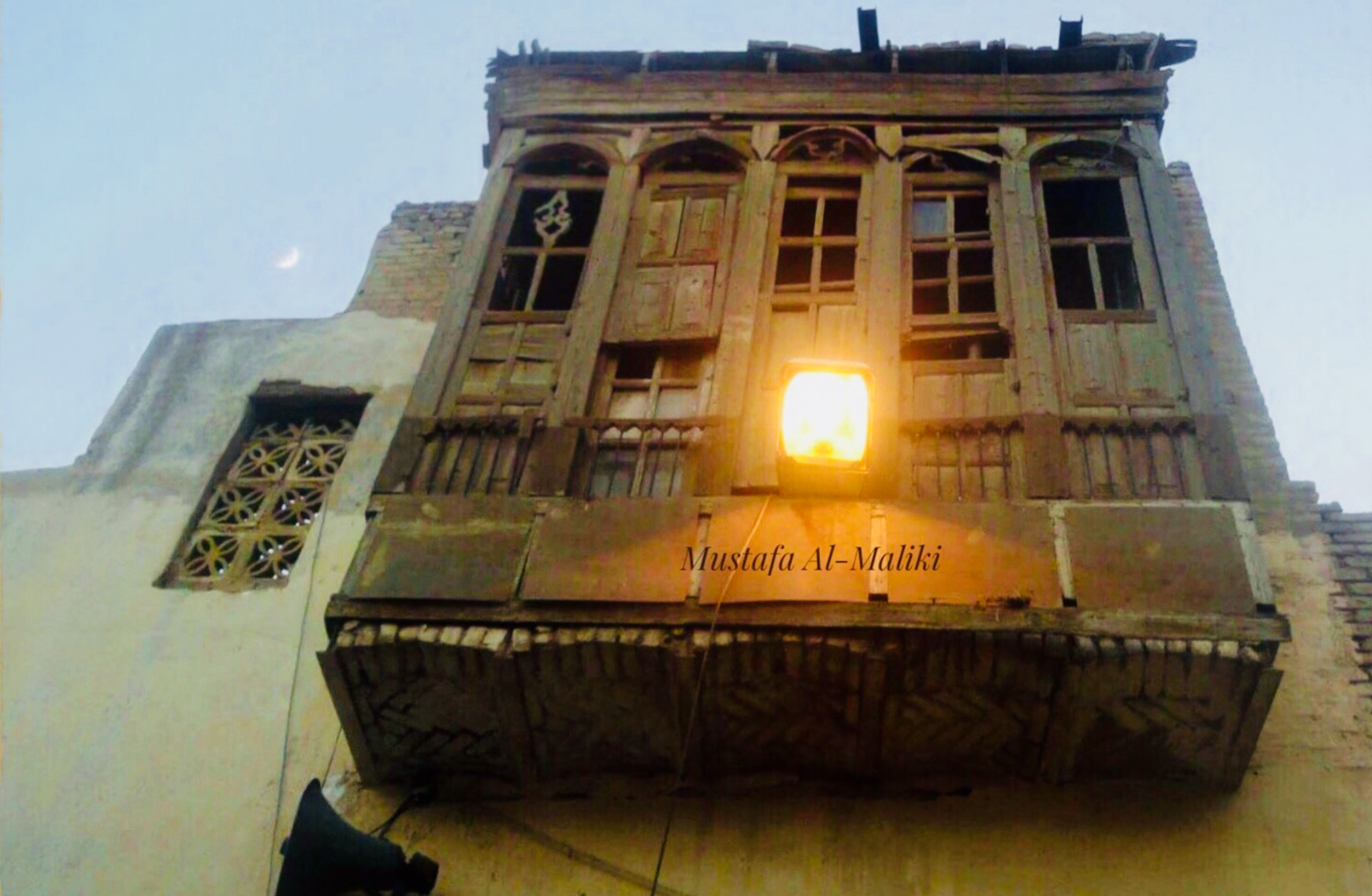
شناشيل حسينية حسين علوان الزبيدي

- شناشيل حسينية حسين علوان الزبيديحسينية الحاج حسين علوان الزبيدي
- حسينية الحاج عناد كلش
- حسينية الحاج خضير جليج العقابي
- حسينية الحاج كريم عبد حسين
- حسينية الحاج خلف منكاش
- حسينية الحاج ورور
- حسينية أبا الفضل
- حسينية آلِ المصطفى
- حسينية الكرار
- حسينية الامام الصادق
- حسينية الرسول
- حسينية آلِ محمد
- حسينية أهل البيت
- خيمة عزاء الزهراء ع

## حادثة الجنود البريطانيين
بعد سيطرة التحالف الدولي على العراق عام 2003م، أرسل امر إلى كل الوحدات المسيطره على المناطق العراقية بنزع السلاح من الأهالي ومصادرتها، وقد انتزعت قوات التحالف السلاح بالقوة من الأهالي واذاقوا صنو التعذيب للمعارضين لهم، لكن لم يرضى أهالي المجر الكبير بذلك وأبو دون الهتك لبيوتهم، خاصة بعد التعرض للنساء بالضرب والهتك، وادخال كلاب الحراسة إلى بيوت الناس، وفِي صباح يوم الاثنين وبينما كانت القوات البريطانية تفتش البيوت خرج الناس ببنادقهم وصوبوها نحو الجيش البريطاني فحدثت مناوشات بين الطرفين نتج عنه جرحى من كليهما، وحوصر الجند قي مركز الشرطةِ لكن القوات البريطانية طلبت الدعم فحضرت مروحية وأطلقت النار على الأهالي، الا ان الأهالي لم ينوو الاستسلام وأطلقوا الرصاص على المروحيات فتضررت الطائرة وجرح سبع جنود فيها.
لم تنجح المروحيةُ بمهمتها فانسحبت وطلب الرد السريع بقوة كبيرة سيطرت على الوضع، فتوجة أهالي المجر الكبير إلى المساومة وإلى عقد اتفاق يرضي الطرفين. وتم الاتفاق على تجميع الناس للاسلحةِ سلمياً وإيقاف تفتيش البريطانيين للمنازل في المجر الكبير وتم توقيع الاتفاق من قبل طلال عبيد احمد والممثل للقوات البريطانية.
لكن وفِي صباح اليوم التالي عاد البريطانيين إلى التفتيش من غير سبب يعرف. لذلك ثار الأهالي بشدة وخرجوا للتظاهر في سوق المدينة. لكن البريطانيين قمعوا التظاهرة وأصابوا الناس بالرصاص المطاطي ثم تعرض لهم أحد بعثيين النظام السابق فاتجهوا إلى استخدام السلاح الناري فأصابوا 17 شخصاً من بينهم أطفال ونساء توفي خمسٌ منهم ونجا الآخرون. فغضب الأهالي بشدة ورد بالمثل فقهروهم بالسلاح حتى تضعضعت دروعهم وانخسفت مراكبهم وجروا اثنين من السيارات الراديوية وأحرقوها فهرب الجند انسحاباً إلى مركز الشرطة. ولاحقوهم الأهالي إلى هناك فحاصروا المركز في تمام الساعة 11 وأمروهم بمغادرة المدينة، فرفض البريطانيين فاقتحم الأهالي المركز وقتلوا ستاً من الجند فيها واحرقوا المركز. انتشر هذا الخبر سريعاً فكان أول رداً صارم على البريطانيين وتجرآتهم في العراق.

## الموقع الجغرافي

الغروب في قضاء المجر الكبير

تقع مدينة المجر في محافظة ميسان في جنوب العراق وتبعد عن مركز المحافظة مدينة العمارة بحوالي (33) كم، يعد موقعها الجغرافي موقع متميز وهي ذات أراضي زراعية شاسعة كانت في زمن الدول العثمانية والأحتلال البريطاني والحكم الجمهوري تصدر الرز إلى مدينة عبدان والمحمرة ودول الخليج وكان النقل عن طريق الأنهر والتفرعات المائية.

## التركيبة السكانية
| المكونات           | النسب | التواجد | ملاحظات |
| ------------------ | ----- | ------- | --- |
| المسلمين           | 98٪   | نعم     | أغلبية سكان المدينة وجلهم من الشيعة، ولهم جوامعهم ومراكزهم في المدينة، ولهم نشاط كبير في إقامة الشعائر الدينية وإقامة الندوات العلمية |
| الصابئة المندائيون | 2٪    | نعم     | يسكن مدينة المجر الكبير إعداد كبيرة من الصابئة المندائيين لكن عموماً هم يشكلون أقلية بالنسبة لإعداد المسلمين، وإعدادهم في تناقص مستمر بسبب هجرة عوائلهم إلى خارج العراق. ولهم دور كبير في بدايه تشييد المدينة، اذ عملو في تجاره الذهب والادوات الزراعيه للفلاحين، وما زالت بعض محالهم على ضفاف نهر المجر، وقد هاجر الكثير منهم من المجر وما زالت بعض العوائل المندائية تحافظ على عاداتها الاجتماعيه والدينية ويتمسكون بمدينتهم الام حيث نشأو وهي مدينه المجر. |
| المسيحيون          | -     | ربما    | كان يسكن مدينة المجر الكبير اعداد غير قليلة من المسيحيين الكلدان، وبدات أعدادهم تقل بعد حرب الخليج الاولى حتى غادرت مدينة المجر آخر العوائل المسيحية في بداية القرن الواحد والعشرين. |
| اليهود             | -     | لا      | سكن المدينة ومنذ فترة طويلة عدد من العوائل اليهودية التي امتهنت التجارة، وكان لهم دورٌ كبير في تسيير اعمال المدينة التجارية ومنها عائلة دَأوُدَ مكدي، وقد هجروا جبرياً من مدينة المجر الكبير ومن عموم العراق بعد الحرب العالمية الثانية إلى إسرائيل بعد ما وقع بين الحكومة العراقية والكيان الصهيون من حروب |
- يسكن المدينة أغلبية من المسلمين العرب ويمثلون 98% وهم الاغلبية الكبيرة في المدينة وهم من الشيعة.
- الصابئة يشكل الصابئة 2% من سكان مدينة المجر وهم أقلية صغيرة مقارنة بالأعوام السابقة.
- المسيحيون كانت المجر يسكنها مجموعة كبيرة من المسيحيين الذين هاجرو بعد الحرب بين العراق وإيران والأنتفاضة الشعبانية.[30]
- اليهود كانت المجر منطقة يسكنها اليهود بشكل كبير قبل أن يتعرضو إلى التهجير في عام 1948م.[30]

## أعلام
- عبد المنعم الفرطوسي (1916 - 19 نوفمبر 1983) - فقيه مسلم وشاعر. ولد في قرية الرقاصة من أعمال المجر الكبير.[31][32][33]